# Nathan Johnstone
Nathan Johnstone (ur. 9 lutego 1990 w Sydney) – australijski snowboardzista, mistrz świata i zdobywca Pucharu Świata.

## Kariera
Po raz pierwszy na arenie międzynarodowej pojawił się 8 września 2002 roku w Perisher Blue, gdzie zajął 14. miejsce w halfpipe'ie podczas mistrzostw kraju. W 2006 roku wystartował na mistrzostwach świata juniorów w Vivaldi Park, gdzie zajął 46. miejsce w tej konkurencji, a w big air nie wystąpił, mimo zgłoszenia startu. Podczas rozgrywanych cztery lata później mistrzostw świata juniorów w Cardronie zdobył srebrny medal w halfpipe’ie, przegrywając tylko z Japończykiem Taku Hiraoką.
W zawodach Pucharu Świata zadebiutował 11 marca 2006 roku w Lake Placid, zajmując 26. miejsce w swej koronnej konkurencji. Tym samym już w swoim debiucie zdobył pierwsze pucharowe punkty. Na podium zawodów tego cyklu po raz pierwszy stanął blisko dwa lata później, 9 marca 2008 roku w Stoneham, kończąc rywalizację na trzeciej pozycji. Wyprzedzili go jedynie Greg Bretz z USA i Kanadyjczyk Brad Martin. Najlepsze wyniki osiągnął w sezonie 2010/2011, kiedy zwyciężył w klasyfikacji generalnej AFU, a w klasyfikacji halfpipe’a zdobył Małą Kryształową Kulę. Ponadto w sezonach 2008/2009 i 2011/2012 zajmował drugie miejsce w klasyfikacji halfpipe’a.
Największy sukces w karierze osiągnął na mistrzostwach świata w La Molinie w 2011 roku, gdzie zdobył złoty medal w swej koronnej konkurencji. Pokonał tam reprezentanta Szwajcarii Iourija Podladtchikova i Markusa Malina z Finlandii. Jest to jego jedyny medal wywalczony na międzynarodowej imprezie tej rangi. Był też między innymi siódmy podczas mistrzostw świata w Stoneham w 2013 roku. Brał też udział w igrzyskach olimpijskich w Soczi w 2014 roku, gdzie rywalizację ukończył na trzynastej pozycji.

## Osiągnięcia

### Igrzyska olimpijskie
| Miejsce | Dzień     | Rok  | Miejscowość | Konkurencja | Zwycięzca           |
| ------- | --------- | ---- | ----------- | ----------- | ------------------- |
| 13.     | 11 lutego | 2014 | Soczi       | Halfpipe    | Iouri Podladtchikov |

### Mistrzostwa świata
| Miejsce | Dzień       | Rok  | Miejscowość   | Konkurencja | Zwycięzca           |
| ------- | ----------- | ---- | ------------- | ----------- | ------------------- |
| 9.      | 23 stycznia | 2009 | Kangwŏn       | Halfpipe    | Ryō Aono            |
| 1.      | 20 stycznia | 2011 | La Molina     | Halfpipe    | -                   |
| 7.      | 20 stycznia | 2013 | Stoneham      | Halfpipe    | Iouri Podladtchikov |
| 12.     | 16 stycznia | 2015 | Kreischberg   | Halfpipe    | Scotty James        |
| 14.     | 11 marca    | 2017 | Sierra Nevada | Halfpipe    | Scotty James        |

### Puchar Świata

#### Miejsca w klasyfikacji generalnej
- sezon 2007/2008: 108.
- sezon 2008/2009: 24.
- sezon 2009/2010: 215.
  - AFU[2]
- sezon 2010/2011: 1.
- sezon 2011/2012: 4.
- sezon 2012/2013: 9.
- sezon 2013/2014: 59.
- sezon 2014/2015: 56.
- sezon 2015/2016: 24.
- sezon 2016/2017: 85.

#### Zwycięstwa w zawodach
1. Yabuli – 13 lutego 2011 (halfpipe)
2. Bardonecchia – 11 marca 2011 (halfpipe)
3. Stoneham – 23 lutego 2012 (halfpipe)
4. Copper Mountain – 12 stycznia 2013 (halfpipe)

#### Pozostałe miejsca na podium w zawodach
1. Stoneham – 9 marca 2008 (halfpipe) - 3. miejsce
2. Bardonecchia – 7 lutego 2009 (halfpipe) - 2. miejsce
3. Valmalenco – 21 marca 2009 (halfpipe) - 2. miejsce
4. Calgary – 26 lutego 2011 (halfpipe) - 2. miejsce

- W sumie (4 zwycięstwa, 3 drugie i 1 trzecie miejsce)